# Kresna
Kresna (in bulgaro Кресна?) è un comune bulgaro situato nel distretto di Blagoevgrad di 5 895 abitanti (dati 2009).

## Località
Il comune è formato dall'insieme delle seguenti località:
- Kresna (sede comunale)
- Dolna Gradešnica
- Gorna Breznica
- Oštava
- Slivnica
- Stara Kresna
- Vlahi